# Alasmidonta atropurpurea
Alasmidonta atropurpurea – gatunek małża z rodziny skójkowatych (Unionidae). Jest zagrożony wyginięciem.

## Występowanie
Występuje w USA (Georgia).
Jego siedlisko to piaszczysty muł w wolno płynącej czystej wodzie.
Zagrożeniem dla gatunku jest utrata środowiska naturalnego z powodu skażenia wód m.in. przez przemysł bawełniany. Być może wpływ ma także Corbicula.